# Rivierdal met huizen
Rivierdal met huizen is een schilderij van Hercules Seghers in Museum Boijmans Van Beuningen in Rotterdam.

## Voorstelling

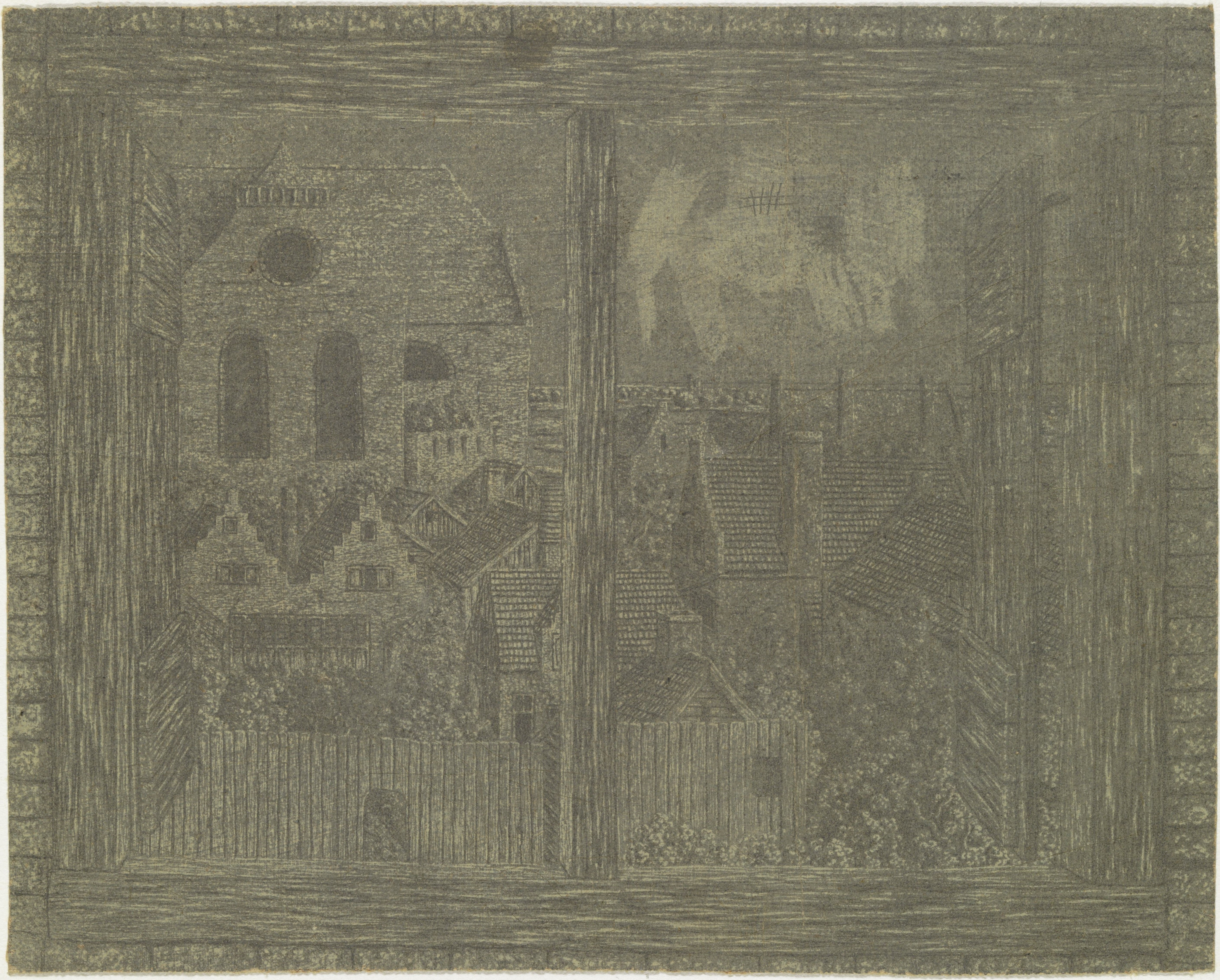
Gezicht op de Noorderkerk. Ca. 1622-1630. Ets op linnen, unica. Amsterdam, Rijksmuseum Amsterdam.

Het stelt een weids rivierlandschap voor met enkele hoge rotsen en her en der verspreid een aantal huizen. Het landschap is imaginair en is opgebouwd uit verschillende al dan niet bestaande elementen. De huizen op de voorgrond, bijvoorbeeld, zijn dezelfde waarop de schilder uitkeek vanuit het raam van zijn huis aan de Lindengracht in Amsterdam. Ze komen ook voor op een ets van Seghers met de Noorderkerk.

## Herkomst
Het schilderij is afkomstig uit de verzameling van Daniël George van Beuningen. Deze liet het in 1958 na aan Museum Boijmans Van Beuningen.